# Soutěž v duetech
Soutěž v duetech (v anglickém originále Duets) je čtvrtá epizoda druhé série amerického televizního seriálu Glee a v celkovém pořadí dvacátá šestá epizoda. Scénář k epizodě napsal Ian Brennan, jeden z tvůrců seriálu, režíroval ji Eric Stoltz a poprvé se objevila dne 12. října 2010 ve vysílání amerického televizního kanálu Fox. Epizoda obsahuje cover verze sedmi písní, včetně mashupu písní "Happy Days Are Here Again" a "Get Happy" od Barbry Streisand a Judy Garland.
V této epizodě se přistěhovalý student Sam Evans (Chord Overstreet) přidává ke školnímu sboru. Vedoucí sboru Will Schuester (Matthew Morrison) dá členům za úkol duet s jiným členem a nabízí cenu za nejlepší vystoupení. Studenti si mezi sebou vytvoří dvojice a začnou zkoušet, což testuje některé vztahy a některé naopak stmeluje. Sam měl být nejprve s Kurtem Hummelem (Chris Colfer), ale nakonec zpívá duet s Quinn Fabray (Dianna Agron).
Epizoda získala většinou pozitivní reakce od kritiků a mnoho z nich chválilo seriál za vývoj postav a výběr různorodých písní. Epizoda také obsahovala mazlící scénku Santany (Naya Rivera) a Brittany (Heather Morris), která se stala objektem zájmu mnoha kritiků a Christie Keith ze serveru AfterEllen.com epizodu označila jako "nejvíce homosexuální epizoda jakéhokoliv seriálu, který se kdy vysílal". Epizodu v den vysílání sledovalo 11.36 milionů amerických diváků. Sledovanost i rating stouply vhledem k předchozí epizodě Boží sendvič.

## Děj epizody

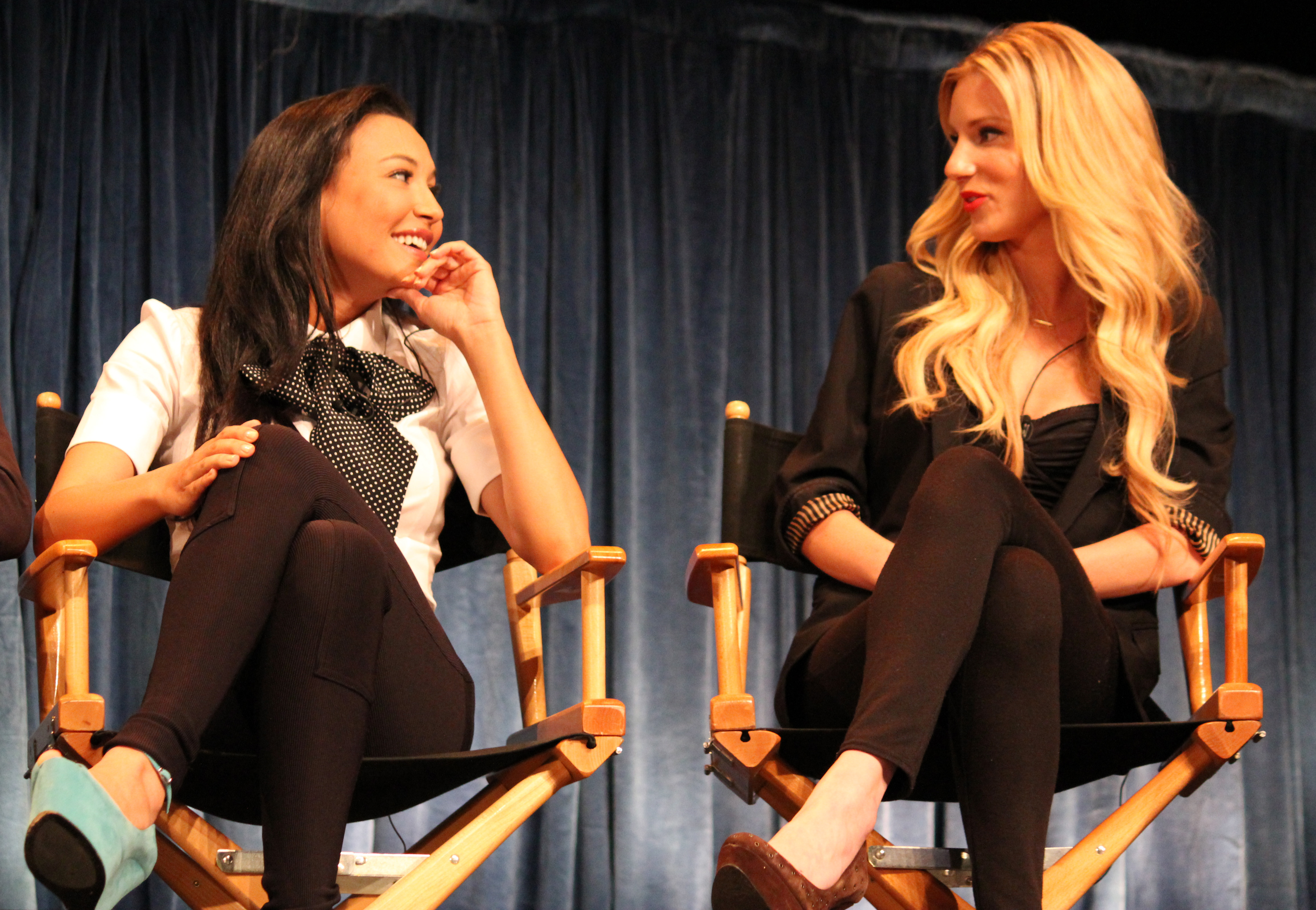
Tato epizoda rozvíjí vztah mezi Santanou (Naya Rivera, vlevo) a Brittany (Heather Morris, vpravo).

Vedoucí sboru New Directions, Will Schuester oznamuje sboru úkol a soutěž v duetech. Cena pro vítěze je večeře v místní vyhlášené restauraci Breadstix. Řekne jim, že jeden z členů sboru, Puck (Mark Salling) byl poslán do nápravného zařízení pro mladé, protože se pokusil ukrást bankomat. Na jeho místo nastupuje školní nováček Sam Evans. Kurt předpokládá, že Sam je gay a požádá ho, aby byl jeho duetovým partnerem. Sam souhlasí. Hlavní zpěvák sboru Finn Hudson (Cory Monteith) se snaží v soukromí Sama přesvědčit, aby z duetového partnerství vycouval, protože se bojí, že Sam bude terčem posměchu, když spolužáci zjistí, že bude zpívat duet s jiným chlapcem. Sam ale trvá na tom, že dal Kurtovi své slovo a Kurt je stále nazlobený na Finna za některé jeho homofobní poznámky, které řekl, když byli spolubydlící. Poté, co Kurtův otec Burt (Mike O'Malley) poukáže na to, že tak jako byl Kurt zamilovaný do Finna minulý rok, může být i tento rok zamilovaný do Finna, tak Kurt vylučuje Sama z jejich duetového partnerství a rozhodne se pro soutěž zpívat duet sám se sebou v písni "Le Jazz Hot!" z Victor Victoria.
Roztleskávačky Santana a Brittany se mazlí, když najednou Brittany navrhne, že by měli společně zpívat "Come to My Window" od Melissy Etheridge. Santana to odmítá a zjednodušuje jejich vztah. Santana věří, že největší šanci vyhrát bude mít s Mercedes (Amber Riley) a společně zpívají "River Deep – Mountain High". Brittany se dala do páru s Artiem (Kevin McHale) a začnou spolu i chodit. Artie s Brittany ztrácí i své panictví, ale před soutěží mu Santana řekne, že Brittany pouze potřebovala jeho hlas, aby mohla vyhrát soutěž. Je velmi rozzlobený, že jeho první sexuální zážitek byl příčinou takové hlouposti, tak se s Brittany rozchází a ruší i jejich duetové partnerství. Tina (Jenna Ushkowitz) a její přítel Mike (Harry Shum mladší) se hádají ohledně písně, kterou chtějí předvést. Mike nakonec souhlasí se "Sing!" z muzikálu A Chorus Line. Je to jeho první sólové vystoupení před sborem a jejich duet si vyslouží pochvalu od Willa.
Finn a jeho přítelkyně Rachel (Lea Michele) zpočátku nacvičují píseň "Don't Go Breaking My Heart", ale Rachel navrhuje, že by měli nechat vyhrát Sama, což by ho přimělo zůstat ve sboru. Když je Sam zasažen od školních tyranů ledovou tříští do obličeje, Quinn mu pomáhá zotavit se. Následně se stanou duetovými partnery a na zkoušce se ji Sam pokusí políbit. Quinn je rozčarovaná a řekne mu, že spolu nemohou zpívat, ale později se za Sama přimluví Rachel a Quinn Samovi odpustí. Rachel a Finn, oblečeni jako školačka a kněz, aby zničili své šance na vítězství, zpívají "With You I'm Born Again" od Billyho Prestona a Syreety Wright. Sam a Quinn zpívají "Lucky" od Jasona Mraze a Colbie Caillat. V závěrečném hlasování pro členové sboru hlasují sami pro sebe, kromě Finna a Rachel, kteří hlasují pro vítěze, Sama a Quinn. Během vítězné večeře v Breadstix si mezi sebou vytvoří silnější pouto a Quinn řekne Samovi, že tuto večeři může považovat za jejich první rande.
Rachel si všimne, jak je Kurt osamělý a řekne mu, jak moc si ho členové sboru váží a požádá ho o duet s ní, jen pro zábavu, když už soutěž skončila. Epizoda končí, když pro sbor zpívají mashup písní "Happy Days Are Here Again" a "Get Happy" od Judy Garland a Barbry Streisand.

## Seznam písní
- "Don't Go Breaking My Heart"
- "River Deep – Mountain High"
- "Le Jazz Hot!"
- "Sing!"
- "With You I'm Born Again"
- "Lucky"
- "Happy Days Are Here Again / Get Happy"

## Hrají
| Dianna Agron     | Quinn Fabray          |
| Chris Colfer     | Kurt Hummel           |
| Jane Lynch       | Sue Sylvester         |
| Jayma Mays       | Emma Pillsburry       |
| Kevin McHale     | Artie Abrams          |
| Lea Michele      | Rachel Berry          |
| Cory Monteith    | Finn Hudson           |
| Heather Morris   | Brittany Pierce       |
| Matthew Morrison | William Schuester     |
| Mike O'Malley    | Burt Hummel           |
| Amber Riley      | Mercedes Jones        |
| Naya Rivera      | Santana Lopez         |
| Mark Salling     | Noah „Puck“ Puckerman |
| Jenna Ushkowitz  | Tina Cohen-Chang      |